# Папараццо, Елена
Елена Папараццо (итал. Elena Paparazzo; родилась 11 мая 1973 года, Рим, область Лацио, Италия) — итальянская профессиональная баскетболистка, выступавшая на позиции центровой. Серебряный медалист чемпионата Европы 1995 года, двукратный участник Олимпийских игр, победитель Евролиги ФИБА, 8-кратный чемпион Италии.

## Биография
Елена Папараццо является воспитанницей римской баскетбольной школы, откуда она стала привлекаться в состав национальной сборной различных возрастов. В 18 лет состоялся дебют в «первой» сборной на чемпионате Европы, где 12 июня 1991 года в матче со сборной Югославии Елена набрала первые свои 2 очка. На следующий год Папараццо в составе сборной Италии выступает на олимпийском турнире в Барселоне, где она была самой юной в команде. В 1994 году выступает на чемпионате мира в Австралии.
По окончании мирового форума Елена становится игроком одного из «грандов» итальянского и европейского баскетбола «Пул Коменсе». Все последующие триумфы и победы клуба из Комо неотрывно связаны с Папараццо. Первый же сезон по праву считается самым успешным в карьере баскетболистки: чемпион Италии и обладатель национального кубка, победа в Евролиге. По завершении сезона в июне 1995 года, в составе сборной, Елена завоевала «серебряную» медаль чемпионата Европы (спустя 21 год после последнего призового места), а в августе того же года праздновала победу на летней Универсиаде в Фукуоке (впервые в истории итальянского баскетбола). Участник Олимпийских игр в Атланте.
На протяжении 15 сезонов в «Пул Коменсе» Елена становилась 7-кратной чемпионкой Италии, 3-кратной обладательницей кубка Италии, участник 5-и «Финалов четырёх» Евролиги ФИБА, в том числе в 3-х финальных матчах.
25 сентября 2004 года состоялся матч со сборной Франции, в рамках квалификации на чемпионат Европы – 2005, который стал последним в 13-летней карьере Елены за национальную сборную. Проведя на площадке 17 минут, она набрала 3 очка, сделала 7 подборов.
В 2007 году Папараццо покидает Комо и вплоть до завершения выступления меняет 3 итальянские команды. Последний сезон (2010/11) Елена проводит за «Беретту-Фамилью» из Скио, с которой выигрывает чемпионат и кубок Италии, играет в Евролиге. 16 апреля 2011 года в полуфинальном матче национального первенства с «Умбертиде» Елена последний раз вышла на баскетбольную площадку, отыграв 6 минут, она набрала свои последние 2 очка.

### Статистика выступлений за сборную Италии
| Сборная    | Сезон | Место      | Чемпионат | Чемпионат | Чемпионат | Чемпионат |
| Сборная    | Сезон | Место      | Игр       | Очк       | Подб      | Перед     |
| ---------- | ----- | ---------- | --------- | --------- | --------- | --------- |
| ЧЕ (до 16) | 1989  | 5          | 7         | 11,3      | ?         | ?         |
| ЧЕ (до 18) | 1990  | 6          | ?         | ?         | ?         | ?         |
| ЧЕ (до 18) | 1992  | 9          | ?         | ?         | ?         | ?         |
| Ч Е        | 1991  | 7          | 2         | 2,0       | ?         | ?         |
| Ч Е        | 1993  | 4          | 2         | 0,0       | ?         | ?         |
| Ч Е        | 1995  | 2          | 9         | 2,3       | 1,0       | 0,0       |
| Ч Е        | 1997  | 11         | 7         | 9,0       | 2,9       | 0,3       |
| Ч Е        | 1999  | Квалиф. 11 | 5 7       | 3,8 9,7   | 6,2 4,9   | 0,4 1,3   |
| Ч Е        | 2001  | Квалиф.    | 6         | 9,2       | 7,0       | 1,3       |
| Ч Е        | 2003  | Квалиф.    | 9         | 8,7       | 7,3       | 0,9       |
| Ч Е        | 2005  | Квалиф.    | 6         | 4,8       | 6,5       | 0,3       |
| Ч М        | 1994  | 11         | 7         | 8,4       | 5,3       | 0,0       |
| Олимпиада  | 1992  | Квалиф. 8  | 5 2       | 5,5 1,5   | ?         | ?         |
| Олимпиада  | 1996  | 8          | 7         | 6,0       | 2,4       | 0,3       |

## Достижения
- Серебряный призёр Чемпионата Европы: 1995
- Серебряный призёр Средиземноморских игр: 1993, 2001
- Чемпион Универсиады: 1995
- Победитель Евролиги: 1995
- Серебряный призёр Евролиги ФИБА: 1996, 1999
- Бронзовый призёр Евролиги ФИБА: 1998
- Чемпион Италии: 1995, 1996, 1997, 1998, 1999 , 2002, 2004, 2011
- Серебряный призёр чемпионата Италии: 2001, 2003
- Обладатель кубка Италии: 1995, 1997, 2000, 2011